# Thùy Lâm
Nguyễn Thùy Trang (sinh 10 tháng 9 năm 1987)  thường được biết đến với nghệ danh Thùy Lâm là một Hoa hậu, ca sĩ, diễn viên và người mẫu người Việt Nam. Cô từng giành vương miện Hoa hậu Hoàn vũ Việt Nam 2008, nhiệm kỳ Hoa hậu của cô kéo dài đến 7 năm nên cô là Hoa hậu Hoàn vũ Việt Nam có nhiệm kỳ dài nhất trong lịch sử tính đến thời điểm hiện tại và trở thành đại diện của Việt Nam tại cuộc thi Hoa hậu Hoàn vũ 2008, chung cuộc lọt Top 15..

## Tiểu sử
Năm 4 tuổi, cô được mẹ cho tham gia đội ca Nhà Thiếu nhi Thành phố Hồ Chí Minh, chung với Ngọc Linh, Diễm Quyên, nhóm Mây Trắng, Mắt Ngọc,...
Năm 11 tuổi cha mẹ chia tay và từ đó Thùy Trang ở với mẹ cùng em gái Thùy Linh kém cô 4 tuổi và tiếp tục sinh hoạt trong đội ca của Nhà Thiếu nhi. Đến năm lớp 8 thì thầy cô trong đội có kế hoạch thành lập một nhóm ca và thế là ba cô gái Nguyệt Anh, Thùy My, Thùy Trang được chọn vào nhóm TyMyTy.

## Sự nghiệp
Nhóm nhạc TyMyTy thường đi biểu diễn cho các trường học và những sân khấu trong thành phố (Ví dụ như làn sóng xanh, kể cả ra những CD và VCD album nhạc trẻ. Thời gian này cô cũng nhận được nhiều lời mời quảng cáo, chụp hình hay quay clip.
Ban đầu khi đi hát cô lấy tên thật là Thùy Trang, nhưng sau mới biết cũng có một ca sĩ tên Thùy Trang chuyên hát nhạc dân ca. Thế là gia đình mới bói tên để chọn nghệ danh cho cô. Sau khi lấy ngày tháng năm sinh cộng lại, tính toán thì ra được hai cái tên: Song Nhi và Thùy Lâm. Cô quyết định lấy nghệ danh là Thùy Lâm, vì Thùy vốn là tên đệm và có vẻ nữ tính, còn Lâm nghe mạnh mẽ hơn.
Nhưng được gần 1 năm thì rời nhóm TyMyTy, vì ba muốn Thùy Lâm theo nghề của ba làm kinh doanh và đã chuẩn bị hồ sơ cho cô đi du học khi Thùy Lâm chưa tròn 14 tuổi (lúc này, Thu Hà vào nhóm TyMyTy để thay thế Thùy Lâm). Sau đó cô sang Đức du học vì có người chú đinh cư tại thành phố Halle từ lâu. Trong những lần biểu diễn các bài hát tiếng Anh và tiếng Đức, cô được người của trường đào tạo người mẫu Lieber Schule phát hiện và mời ký hợp đồng. Và sau đó trở thành người mẫu độc quyền của trường Lieber. Sinh hoạt ở trường được hơn 2 tháng thì cô chuyển lên trung tâm chính đặt tại Dresden. Tại đây Thùy Lâm được huấn luyện những kiến thức về ngành thời trang, chế độ ăn uống, tập luyện thể hình chuyên nghiệp.
Hè năm 2004, hợp đồng của cô với trường Lieber kết thúc. Về Việt Nam cô học trường Trung hoc phổ thông Trưng Vương và tham gia cuộc thi Tiếng hát Truyền hình Thành phố Hồ Chí Minh, đoạt giải 4. Năm 2005 chuyển sang THPT Marie Curie và thi đỗ trường Cao đẳng văn hóa nghệ thuật.

## Đời tư
Ngày 3 tháng 1 năm 2010, cô kết hôn với Tiến sĩ Kinh tế Nguyễn Anh Tuấn tốt nghiệp ở Hoa Kỳ năm 2008 và trở về Việt Nam làm việc. Hiện chồng cô công tác tại Ngân hàng Thế giới có trụ sở ở Hà Nội.

## Các cuộc thi sắc đẹp

### Hoa hậu Hoàn vũ Việt Nam 2008
Thùy Lâm đăng quang cuộc thi Hoa hậu Hoàn vũ Việt Nam 2008 vào ngày 31 tháng 5, đoạt thêm các giải "Hoa hậu Tài năng", "Người đẹp được khán giả yêu thích nhất" (bầu chọn qua Internet) và "Người đẹp ứng xử hay nhất".
Các số đo: 1,70 m, ba vòng 88 - 60 - 90 cm, nặng 50kg.

### Hoa hậu Hoàn vũ 2008
Thùy Lâm tham dự cuộc thi này và giành được vị trí Top 15 chung cuộc. Ngoài ra cô còn đạt một số thành tích khác như: Top 10 Trang phục truyền thống đẹp nhất (Vũ Khúc Hạc), Top 5 Duyên dáng Áo dài.

## Âm nhạc
Ca sĩ Thùy Lâm được khán giả biết đến với tư cách cựu thành viên nhóm hát TyMyTy.
- Album CD vol 1 "Thùy Lâm 18" được phát hành vào năm 2006 do Bến Thành Audio - Video phát hành. Album gồm 8 ca khúc của các nhạc sĩ: Vĩnh Tâm, Duy Mạnh, Hoài An, Hoài Phúc và một DVD clip "Khóc Trong Đêm Buồn" tặng kèm. Trong clip này, Thùy Lâm đã thực hiện cùng sự tham gia diễn xuất của người mẫu Vĩnh Thụy
- DVD karaoke với nhiều ca sĩ khác: Vũ Khúc Nhạc Xanh - Vầng Trăng Khóc

## Điện ảnh
- "Hộ chiếu vào đời" (đạo diễn Trương Dũng, kịch bản Nguyễn Thị Minh Nghĩa, hãng phim TFS): vai bác sĩ trẻ Khánh Phương.[3]
- "Ghen" (đạo diễn Đặng Lưu Việt Bảo, hãng phim M & T Pictures).[3]
- "Kiều nữ và đại gia" (phim truyền hình 30 tập, 2008): vai Quỳnh Hoa (cùng người mẫu, diễn viên Lý Nhã Kỳ và người mẫu, diễn viên Ngọc Lan).
- "Tây Sơn hào kiệt": vai công chúa Ngọc Hân.

## Thành tích
- Giải 4 Tiếng hát truyền hình 2004
  - Giải phụ: Thí sinh được yêu thích nhất
- Hoa hậu Hoàn vũ Việt Nam 2008
  - Giải phụ: Thí sinh ứng xử hay nhất[1]
  - Giải phụ: Người đẹp Tài năng [1]
  - Giải phụ Thí sinh được yêu thích nhất[1]
- Top 15 Hoa hậu Hoàn vũ 2008
  - Top 5 Duyên dáng Áo dài
  - Top 10 Trang phục truyền thống đẹp nhất